# Аньхой Хэфэй
«Аньхой Хэфэй Гуйгуань» (кит. 安徽合肥桂冠足球俱乐部) — бывший китайский футбольный клуб из города Хэфэй, провинция Аньхой, выступавший в третьем по значимости китайском дивизионе, выступавший на арене Центр олимпийских видов спорта Хэфэя, вместимостью 60,000 человек. 

## История клуба
Футбольный клуб «Аньхой Хэфэй Гуйгуань» был основан 1 июля 2016 года и первоначально выступал в Любительской лиге Китая. В сезоне 2017 года занял второе место в Лиге и получил возможность со следующего сезона выступать в в третьем по значимости китайском дивизионе. Команда неплохо выступила в розыгрыше национального Кубка 2018 года, где дошла до четвёртого раунда, уступив там со счётом 2—0 клубу Суперлиги «Чунцин Лифань». 
11 июля 2018 года Китайская футбольная ассоциация отказала команде в прохождении регистрационных процедур для участия в чемпионате из-за финансовых задолженностей.